# Just an Illusion
Just an Illusion è un brano del gruppo musicale britannico Imagination, pubblicato nel 1982 come primo estratto dal secondo album in studio In the Heat of the Night.

## Successo commerciale
Il singolo ebbe successo in tutto il mondo, in particolare in Europa, mentre in Italia arrivò alla 2ª posizione.

## Cover
- Le Destiny's Child hanno realizzato una cover della canzone nel 1998.
- Gennaro Cosmo Parlato ha realizzato una cover della canzone nel 2006 inserendola nell'album Remainders.
- I Duo505 hanno realizzato un'altra cover della canzone nel 2008.
- Antonio Chimienti (con lo pseudonimo di Ron Keeman) ha prodotto nel 2023 una cover interpretata da Gaspare Barresi.

## Altri utilizzi
- Un campionamento del brano è stato utilizzato nel singolo Get Your Number di Mariah Carey del 2005.